# Вікторівка (Братська селищна громада)
Ві́кторівка — село в Україні, у Братській селищній громаді Вознесенського району Миколаївської області. Населення становить 78 осіб.

## Населення
Згідно з переписом УРСР 1989 року чисельність наявного населення села становила 77 осіб, з яких 34 чоловіки та 43 жінки.
За переписом населення України 2001 року в селі мешкали 83 особи.

### Мова
Розподіл населення за рідною мовою за даними перепису 2001 року:
| Мова       | Чисельність | Відсоток |
| ---------- | ----------- | -------- |
| українська | 41          | 52,56%   |
| румунська  | 26          | 33,33%   |
| російська  | 6           | 7,70%    |
| вірменська | 5           | 6,41%    |
| Усього     | 78          | 100%     |